# Hürbel (Geslau)

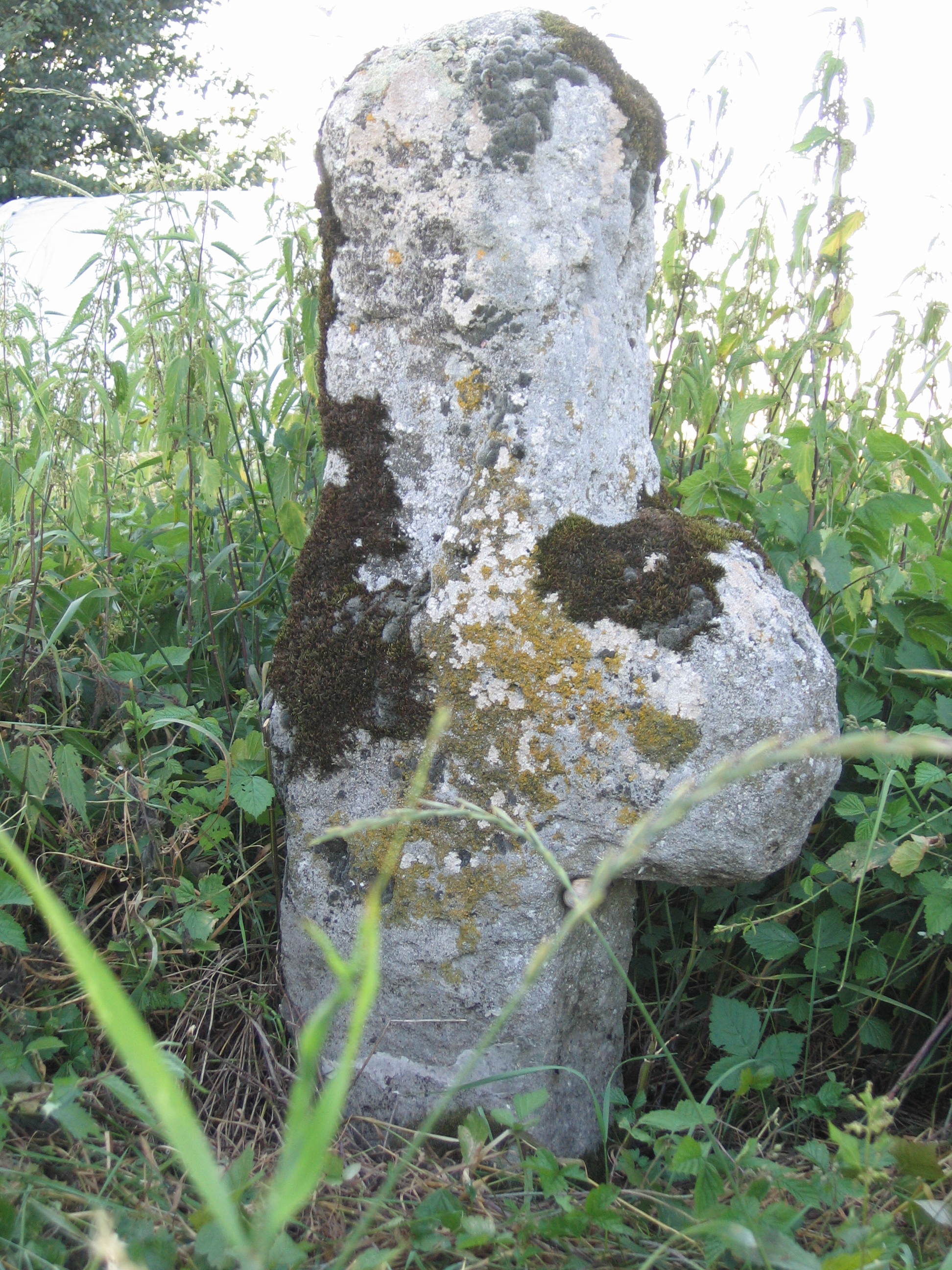
Steinkreuz

Hürbel ist ein Gemeindeteil der Gemeinde Geslau im Landkreis Ansbach (Mittelfranken, Bayern). Hürbel liegt in der Gemarkung Dornhausen.

## Geografie
Das Dorf liegt am südlichen Rand der Frankenhöhe. Durch den Ort fließt das Buchklingenbächlein, ein rechter Zufluss des Kreuthbachs, der wiederum ein rechter Zufluss der Altmühl ist, und der Mausgraben mündet dort als rechter Zufluss des Buchklingenbächleins. 0,5 km östlich liegt das Lachfeld und das Hartholz. 0,75 km südwestlich liegt die Buchklinge.
Die Kreisstraße AN 5 führt nach Dornhausen (1 km nördlich) bzw. nach Buch am Wald (2,5 km südlich). Gemeindeverbindungsstraßen führen nach Kreuth (1,3 km nordwestlich) und nach Frommetsfelden (2,3 km östlich).

## Geschichte
Im 16-Punkte-Bericht des brandenburg-ansbachischen Oberamts Colmberg aus dem Jahr 1608 wurden für Hürbel 12 Mannschaften verzeichnet: 7 Anwesen unterstanden dem Kastenamt Colmberg, 13 Anwesen dem Vogtamt Jochsberg und 2 Anwesen dem Rittergut Wiedersbach. Das Hochgericht übte das Vogtamt Colmberg aus. Im 16-Punkte-Bericht des Oberamts Colmberg aus dem Jahr 1681 waren die grundherrschaftlichen Verhältnisse für Gunzendorf unverändert.
Gegen Ende des 18. Jahrhunderts gab es in Hürbel 13 Anwesen. Das Hochgericht und die Dorf- und Gemeindeherrschaft übte das Vogtamt Colmberg aus. Grundherren waren das Fürstentum Ansbach (Kastenamt Colmberg: 1 Halbhof, 5 Köblergüter, 2 halbe Köblergüter; Vogtamt Jochsberg: 2 Höfe, 1 Köblergut) und das Rittergut Wiedersbach der Herren von Eyb (1 Halbhof, 1 Köblergut). Neben den Anwesen gab es noch herrschaftliche Gebäude (Zehntscheune), kirchliche Gebäude (Pfarrkirche, Widdumgut) und kommunale Gebäude (Hirtenhaus, Brechhaus). Es gab zu dieser Zeit 12 Untertansfamilien. Von 1797 bis 1808 unterstand der Ort dem Justizamt Leutershausen und Kammeramt Colmberg.
Im Rahmen des Gemeindeedikts wurde Hürbel dem 1808 gebildeten Steuerdistrikt Frommetsfelden und der 1810 gegründeten Ruralgemeinde Frommetsfelden zugeordnet. Mit dem Zweiten Gemeindeedikt (1818) wurde es in die neu gebildete Ruralgemeinde Bieg umgemeindet. Am 1. Juli 1972 wurde Hürbel im Zuge der Gebietsreform in Bayern nach Geslau eingemeindet.

### Baudenkmäler
- Haus Nr. 8: Wohnstallhaus, mit Wohnteil, Fachwerk, 18./19. Jahrhundert.[13]
- Haus Nr. 10: Eingeschossiges Wohnstallhaus des frühen 19. Jahrhundert. Der Wohnteil in Fachwerk mit Zwerchgiebel aufgestockt. Gefährdeter Bauzustand.[14]
- Steinkreuz[13]

### Einwohnerzahlen
| Jahr      | 001818 | 001840 | 001861 | 001871 | 001885 | 001900 | 001925 | 001950 | 001961 | 001970 | 001987 |
| Einwohner | 70     | 87     | 78     | 89     | 103    | 89     | 89     | 116    | 66     | 72     | 58     |
| Häuser    | 14     | 17     |        |        | 20     | 20     | 16     | 17     | 14     |        | 15     |
| Quelle    | [ 16 ] | [ 17 ] | [ 18 ] | [ 19 ] | [ 20 ] | [ 21 ] | [ 22 ] | [ 23 ] | [ 24 ] | [ 25 ] | [ 1 ]  |

## Religion
Der Ort ist seit der Reformation evangelisch-lutherisch geprägt und bis heute nach St. Wendel (Buch am Wald) gepfarrt. Die Einwohner römisch-katholischer Konfession sind nach Kreuzerhöhung (Schillingsfürst) gepfarrt.